# Rögbi az 1908. évi nyári olimpiai játékokon
Az 1908. évi nyári olimpiai játékokon a rögbiben Ausztrálázsia és Nagy-Britannia mérkőzött meg. A mérkőzést Ausztrálázsia nyerte, így olimpiai bajnok lett.

## Éremtáblázat
(A rendező ország csapata eltérő háttérszínnel, az egyes számoszlopok legmagasabb értéke, vagy értékei vastagítással kiemelve.)
| Az 1908. évi nyári olimpiai játékok éremtáblázata rögbiben. | Az 1908. évi nyári olimpiai játékok éremtáblázata rögbiben. | Az 1908. évi nyári olimpiai játékok éremtáblázata rögbiben. | Az 1908. évi nyári olimpiai játékok éremtáblázata rögbiben. | Az 1908. évi nyári olimpiai játékok éremtáblázata rögbiben. | Olimpia  |
| ----------------------------------------------------------- | ----------------------------------------------------------- | ----------------------------------------------------------- | ----------------------------------------------------------- | ----------------------------------------------------------- | -------- |
|                                                             | Ország                                                      | Arany                                                       | Ezüst                                                       | Bronz                                                       | Összesen |
| 1.                                                          | Ausztrálázsia (ANZ)                                         | 1                                                           | 0                                                           | 0                                                           | 1        |
| 2.                                                          | Nagy-Britannia (GBR)                                        | 0                                                           | 1                                                           | 0                                                           | 1        |
|                                                             |                                                             |                                                             |                                                             |                                                             |          |
| Összesen                                                    | Összesen                                                    | 1                                                           | 1                                                           | 0                                                           | 2        |

## Érmesek
| Az 1908. évi nyári olimpiai játékok érmesei rögbiben | Az 1908. évi nyári olimpiai játékok érmesei rögbiben | Az 1908. évi nyári olimpiai játékok érmesei rögbiben | Az 1908. évi nyári olimpiai játékok érmesei rögbiben |
| --- | --- | ---------------------------------------------------- | ---------------------------------------------------- |
| Arany | Ezüst | Bronz                                                |                                                      |
| Ausztrálázsia (ANZ) | Nagy-Britannia (GBR) | Nem adták ki                                         |                                                      |
| Phillip Carminchael Charles Russell Daniel Carroll John Hickey Frank Smith Christopher McKivatt Arthur McCabe Thomas Griffen Jumbo Barnett Patrick McCue Sydney Middleton Tom Richards Malcolm McArthur Charles McMurtriel Robert Craig | Edward Jackett Barney Solomon Bert Solomon L. F. Dean J. T. Jose Thomas Wedge James Davey Richard Jackett E. J. Jones Arthur Wilson Nicholas Tregurtha A. Lawrey C. R. Marshall A. Wilcocks John Trevaskis |                                                      |                                                      |

## Eredmény
| 1908. október 26. |  | Ausztrálázsia (ANZ) | 32 – 3 | Nagy-Britannia |  |  |
| 1908. október 26. |  |                     |        |                |  |  |

| Az 1908. évi nyári olimpiai játékok rögbitornájának olimpiai bajnoka |
| · AUSZTRÁLÁZSIA · 1. cím                                             |
| -------------------------------------------------------------------- |